# Криптоанархізм

Символ, який використовують криптоанархісти

Криптоанархізм — це політична ідеологія, зосереджена на захисті приватності, політичної та економічної свободи громадян від контролю держави чи корпорацій. Прихильники цієї концепції використовують шифрувальне програмне забезпечення для забезпечення своєї безпеки та конфіденційності під час обміну інформацією в комп'ютерних мережах.

## Етимологія

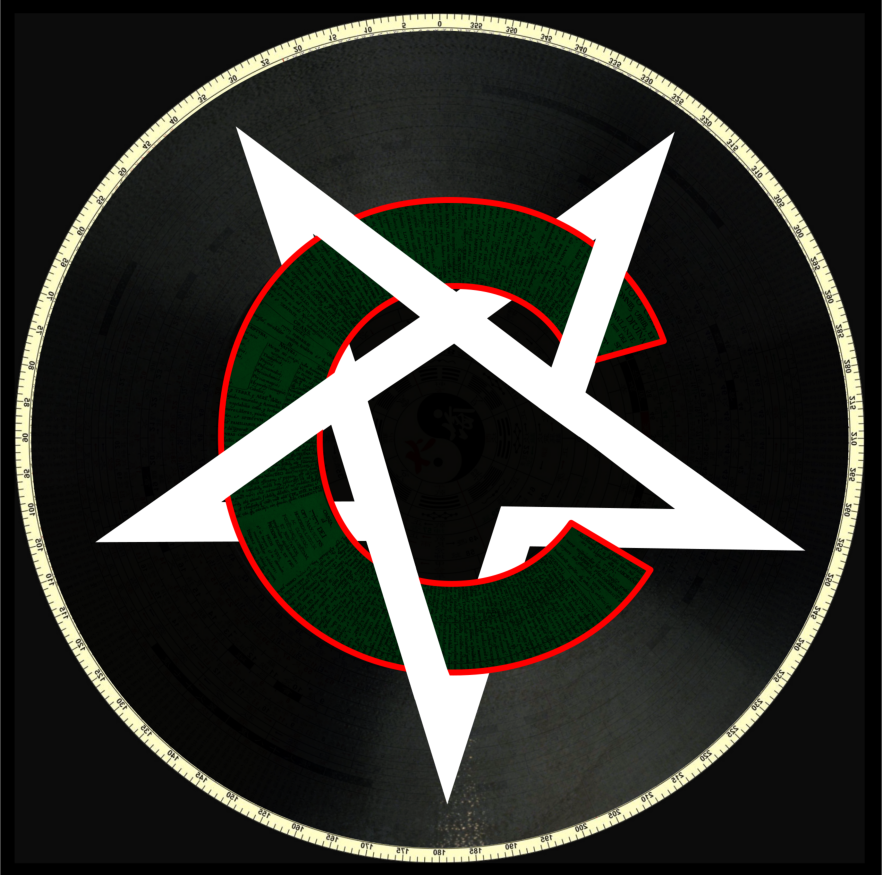
Логотип криптоанархізму

Термін вперше з'явився в журналі «Тайм» у березні 1994 року.
У 1988 році американський інженер та засновник криптоанархізму Тімоті К. Мей опублікував «Маніфест криптоанархіста», де описав базові принципи зашифрованого обміну інформацією, що забезпечують повну анонімність, свободу слова та торгівлі. Цей текст він представив на конференції з криптографії в Санта-Барбарі та на конференції хакерів того ж року, а в 1992 році прочитав його на установчих зборах руху шифропанк. Префікс крипто в цьому терміні вказує на криптографію, а не на замаскованість чи приховуваність ідеології, як у терміні криптофашизм. Однак у своєму есе Cyphernomicon Тімоті Мей зазначив, що термін також мав бути грою слів у цьому сенсі вживанні терміну.

## Ідеологічні підґрунтя

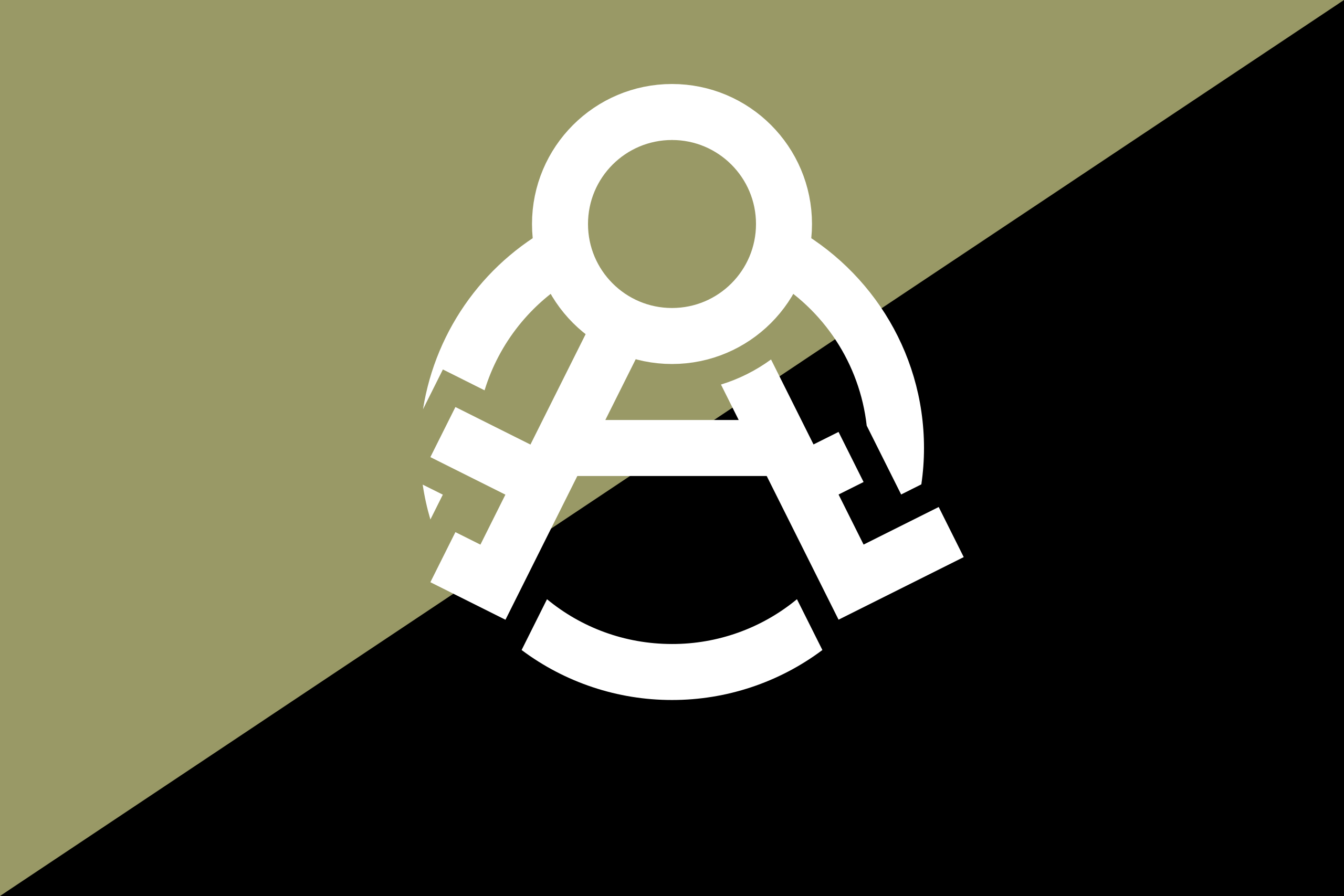
Криптоанархістський прапор із символом

Концепція криптоанархізму полягає в тому, що сильна криптографія здатна революційно змінити суспільство. Криптоанархісти вірять, що закони математики сильніші за людські закони, а значить, криптоанархізм безсмертний, і ґрунтуються на концепції правдоподібного заперечення.
Криптоанархісти усвідомлюють зростаючий дисбаланс між розширенням державних повноважень і секретністю їх застосування, з одного боку, та обмеженням прав громадян і постійним наглядом за ними, з іншого. Вони намагаються використати можливості криптографії та комп'ютерних мереж, таких як інтернет, щоб змінити цей дисбаланс. Іншими словами, на їхню думку, існує нагальна потреба в надійному, вільному криптографічному програмному забезпеченні, яке можна використовувати для анонімного спілкування або публікації непідцензурної інформації (наприклад, викриття злочинних державних таємниць), а також для обходу кібербулінгу та переслідувань від держави при надсиланні та отриманні інформації в комп'ютерних мережах.

Криптоанархізм багато в чому схожий на лібертаріанство або його більш радикальні варіанти, такі як анархо-капіталізм. Тімоті Мей пише в The Cyphernomicon: 
Що вийде з усього цього, незрозуміло, але я думаю, що це буде якась форма анархо-капіталістичної ринкової системи, яку я називаю „криптоанархізм“.— Cyphernomicon, Розділ 2.3.4.
Вернор Вінжі описує криптоанархізм як реалізацію анархо-капіталізму в кіберпросторі, хоча це не є загальноприйнятою думкою.
Криптоанархісти виступають за вільні ринки, ліквідні ринки для будь-якого матеріалу, який можна викласти словами та картинками, і право на безумовну анонімність в кіберпросторі. Вони усвідомлюють, що це створює сприятливий ґрунт для злочинних елементів, але стверджують, що шифрування еквівалентне таємниці листування, яку не визнають лише тоталітарні режими.
Криптоанархісти і шифропанки впевнені, що рано чи пізно виникне суспільство без державного примусу, суспільство безумовної свободи, суспільство, засноване на довірі, а не на примусі. Вони також створюють віртуальні спільноти, де всі учасники анонімні. 
З маніфесту криптоанархії, написаного в кінці 1980-х Тімоті Меєм:
[…] Взаємодії в мережах буде неможливо відстежити за допомогою масштабного перенаправлення зашифрованих пакетів і захищених від несанкціонованого доступу ящиків, які реалізують криптографічні протоколи з майже ідеальною гарантією від будь-якого втручання. Репутація матиме центральне значення, набагато важливіше в угодах, ніж навіть сучасні кредитні рейтинги. Ці події призведуть до фундаментальних змін у державному регулюванні, здатності оподатковувати та контролювати економічні взаємодії, здатності зберігати інформацію в таємниці та навіть змінять саму суть довіри та репутації.
 […] Репутація матиме центральне значення, набагато важливіше в угодах, ніж навіть сучасні кредитні рейтинги. Ці події повністю змінять природу державного регулювання, здатність оподатковувати та контролювати економічні взаємодії, здатність зберігати інформацію в таємниці та навіть змінять суть довіри та репутації.
 […] Держава, звичайно, намагатиметься уповільнити або зупинити поширення цієї технології, посилаючись на проблеми національної безпеки, використання технології наркоторговцями та неплатниками податків, а також побоювання дезінтеграції суспільства.
 […] І подібно до того, як такий, здавалося б, незначний винахід, як колючий дріт, зробив можливим огородження величезних ранчо та ферм, назавжди змінивши уявлення про землю та права власності на на дикому Заході, так само, здавалося б, незначне відкриття таємничої галузі математики перетвориться в сталеві кусачки які зруйнують колючий дріт навколо інтелектуальної власності.
Будьмо рішучими, адже нам нічого втрачати, окрім парканів з колючого дроту!

## Критика
Загалом концепція криптоанархізму важко поєднується з політичною ідеологією анархізму. Анархістський аспект, в істинному розумінні цього слова, стосується лише відсутності державної влади. Але криптоанархізм також пропагує вільну ринкову економіку в цифровому просторі.
Дослідження 2022 року поставило за мету перевірити, чи може криптоанархізм бути корисним інструментом для вирішення соціально-політичних проблем. Його висновки показали, що ця ідеологія не має істотного впливу на реальну політику, але може бути корисним для створення нових політичних рухів, орієнтованих на інтернет-користувачів.

## Приклади криптоанархії
- Freenet або Tor є прикладами мереж, що сприяють анонімному і стійкому до цензури обміну даними.
- WikiLeaks — платформа для розкриття державних секретів під девізом «We open governments».
- Dash, Monero та Zcash є прикладами анонімних криптографічних валют, які призначені для підриву валютної монополії центральних банків.
- Гідра (даркнет-ринок) є прикладом платформ, які, серед іншого, використовують мережу Tor і криптовалюти, щоб уможливити анонімну (а також незаконну) торгівлю.
- Defense Distributed — некомерційна організація, заснована американцем американського походження Коді Вілсоном, яка опублікувала в Інтернеті креслення зброї, яку можна виготовити за допомогою 3D-принтерів.